# 黄金橋 (ウラジオストク)
黄金橋（おうごんきょう、ロシア語: Золотой мост）、別名：金角湾大橋は、ロシア連邦共和国沿海地方ウラジオストクの金角湾にかかる斜張橋である。ウラジオストク市内と金角湾を挟んだチュルキン半島を結んでいて、全長は2.1キロメートルで、海上の長さは1,388メートル、主なスパン間は737メートル。
早くも1959年に、当時ソビエト連邦の指導者ニキータ・フルシチョフが、ウラジオストクを「ソビエト連邦のサンフランシスコ」にすることを要求していた。1969年には、金角湾橋は都市開発計画に含まれていたが、建設はまだ開始されていなかった。
この橋の建設は2008年7月25日に始まり、ルースキー島連絡橋・アムール湾横断橋と共に、2012年APECサミットに向けた三本の架橋プロジェクトのひとつであった。橋は2012年8月11日に正式に竣工し、8月13日に開通した。それまで、金角湾の北と南を直接結ぶ陸上交通はなかった。
黄金橋 はロシア連邦道路A370（ハバロフスク～ウラジオストク）の一部になっている。

## 歴史
金角湾に橋を架けるという構想は、19世紀末に提唱された。日露戦争、第一次世界大戦、ロシア革命、第二次世界大戦、ペレストロイカなど、さまざまな時期にその実施が妨げられた。
1959年、ニキータ・セルゲーエヴィチ・フルシチョフは、ウラジオストクをサンフランシスコよりも優れた都市にするというスローガンを打ち出した。1969年、橋は都市開発のマスタープランに盛り込まれたが、建設されることはなかった。
2005年12月30日、沿海地方のセルゲイ・ダリキン知事が「金角湾に架かる橋の建設について」という法令に署名し、9ヵ月後に設計入札の結果が発表された。架橋プロジェクトは合資会社レンギプロトランス（OAO «Ленгипротранс»）、ギプロストロイモスト-サンクトペテルブルク研究所（ЗАО «Гипростроймост — Санкт-Петербург»）、プリモルツダンプロエクト（Приморгражданпроект、ウラジオストク）およびレオンハルト・アンドレ社（Leonhardt, Andrä und Partner、ドイツ）からなる設計組織コンソーシアムによって設計された。ギプロストロイモスト-サンクトペテルブルク研究所が斜張橋、トンネル、インターチェンジを含むプロジェクト全体の総合設計を担当した。
2008年6月18日、橋梁建設の競争入札の結果が発表された。元請けはチホオケアンスカヤ・モストストロイテリナヤ・コムパニヤ（Тихоокеанская мостостроительная компания、ТМК）であり、下請けとしてダルモストストロイ（Дальмостострой)など多くの企業が参加した。橋の建設は6つの段階に分かれており、作業指示書の作成と並行して進められた。発注元の委員会への施設の受け渡しはは2012年に行われた。
2008年7月25日に、橋の入口のケーブルカー広場の下のトンネルの工事が、ゴーゴリ通りの横から開始された。ゴーゴリトンネルの長さは250m、高さ5.7 m、幅は9m x 2（片側2車線で、各方向間は頑丈なコンクリートの壁で仕切られている）である。

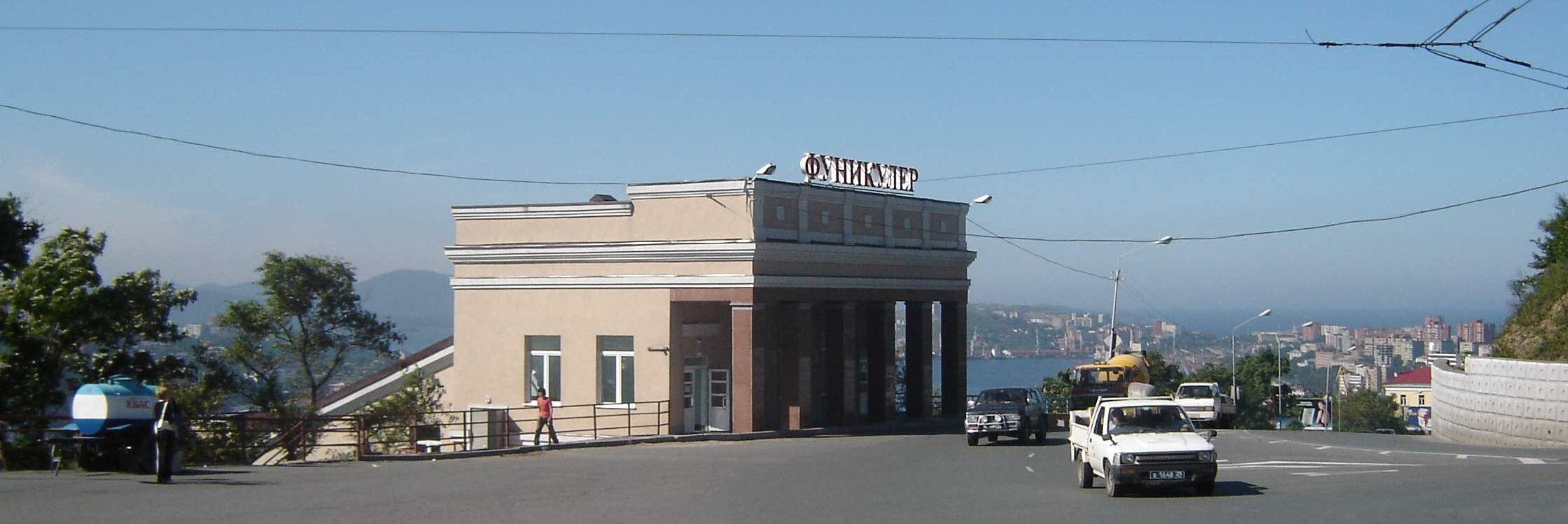
ケーブルカー広場、2005年8月20日
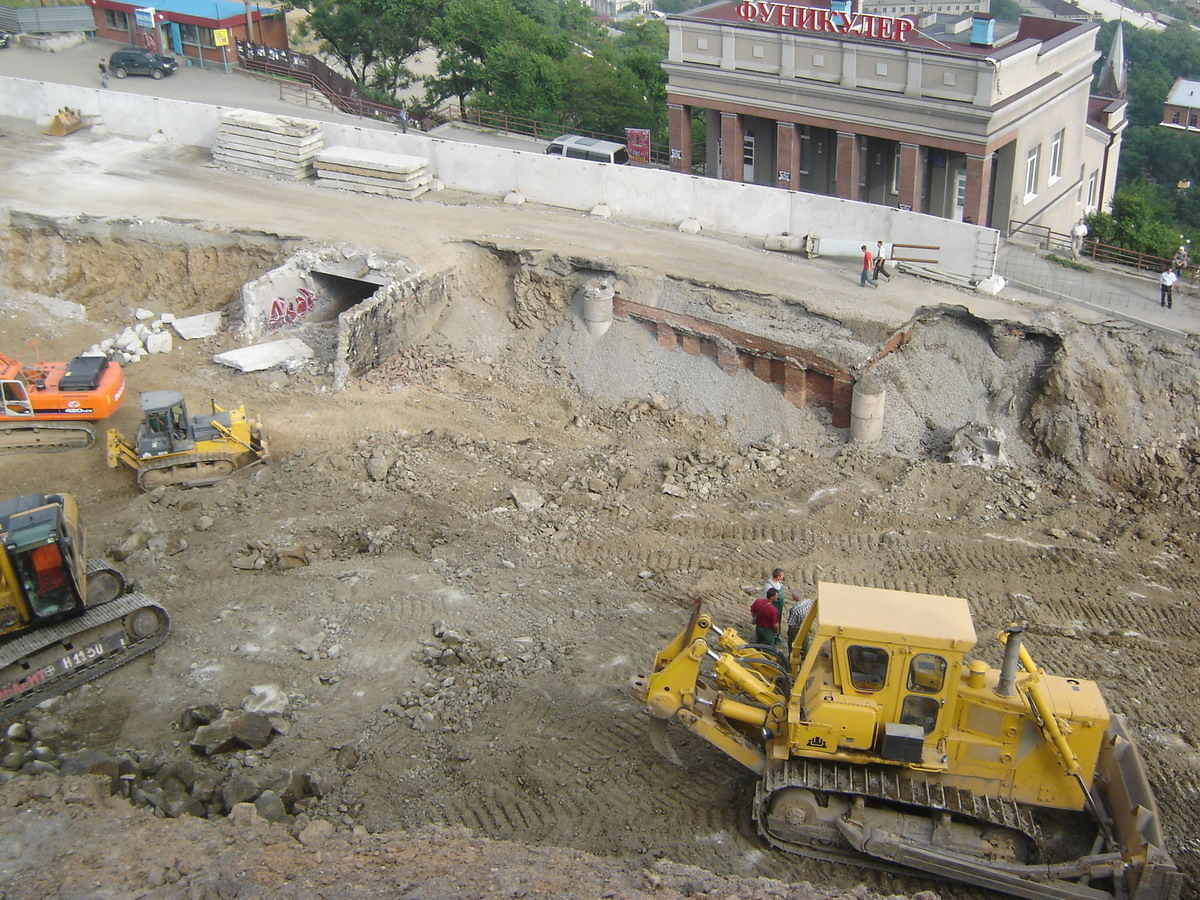
建設開始、2008年8月8日
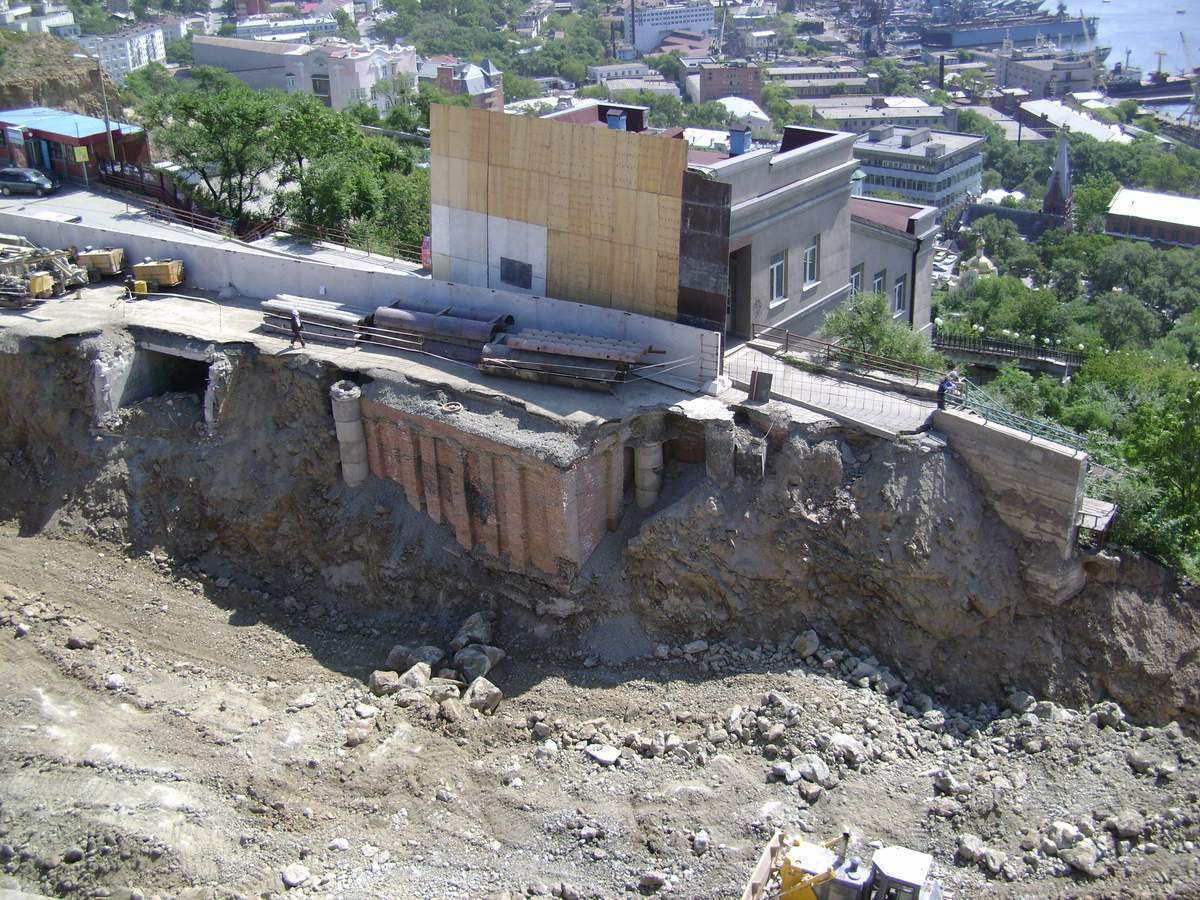
2008年9月8日
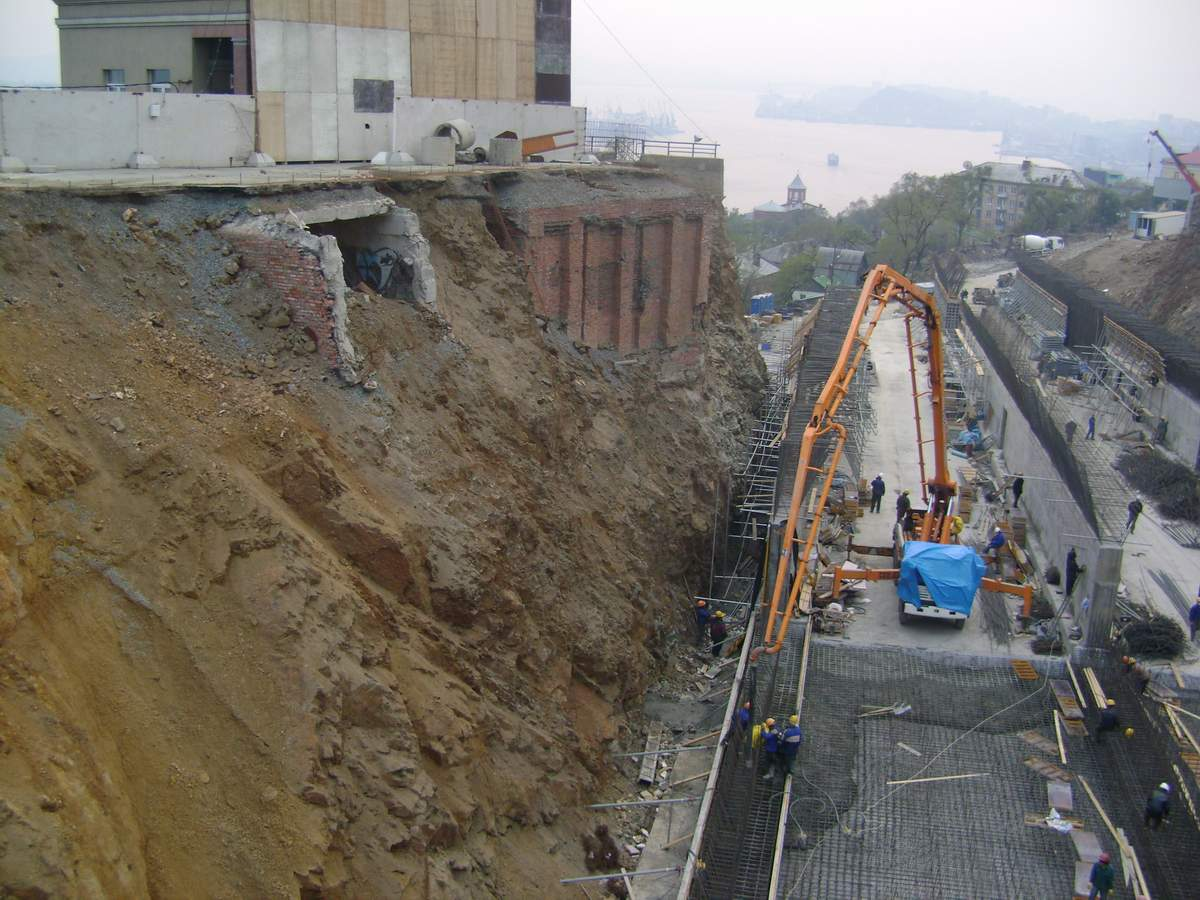
トンネルのコンクリート打設、2008年10月15日

2009年8月5日：ウラジオストクの金角湾に架かる橋を支えるために最初の穴が掘削され。
2009年9月10日：橋の建設作業員が、金角湾に架かる橋の最初の橋脚のコンクリート工事を開始した。
2009年11月17日：ウラジオストク市内中心部の側にある金角湾を渡る橋の7番目と6番目の橋脚が設計の高さに達した。金角湾の反対側にある最も高い2本の橋柱（No.8、9）にコンクリートが打設される。橋梁建設者が橋脚に橋の上部構造を運ぶための一時的な主桁を設置し始めた。
2010年1月14日：ウラジオストクの金角湾を渡る橋の最初の橋脚、バース36のエリアに建設されており、高さ40メートルに達した。
2010年2月28日：午前6時ごろ、No.9橋脚の型枠にチャーキン岬側から火災が発生した。おそらく、火災の原因は、温度範囲を維持するヒートガンである可能性がある。
2011年12月12日：20：09にコンクリート型枠が発火し、火災はすぐに構造物を飲み込み、火災の面積は約500平方メートルに達した。火災は建設中の施設で最高の第3レベルに割り当てられ、火災は12月13日の02:41に制圧された。この火災では死傷者は出なかった。
2012年4月14日：橋脚の間に主桁の中央部が設置され、北部と南部が接続された。
2012年4月28日：14：30に、主桁で最終溶接が完了した。
2012年8月11日：11：00に金角湾に架かる橋の開通式が行われた。
2012年以来の3年間、歩行者は橋を徒歩で渡っていた。しかし、沿海地方の検察庁の要請により、裁判所は沿海地方の道路局の金角湾を渡る橋での歩行者の通行を許可した命令を無効にし、2015年8月18日以降、徒歩で橋を渡ることは禁止された。特に、歩行者の通行がこの橋の設計文書には記載されておらず、実際には橋の維持を目的とした幅0.7mの技術通路であることから徒歩での渡橋を許可する命令は、テロ対策、輸送の安全性、ロシア連邦の都市計画法に関する連邦法に違反していると指摘された。また、FSBと合同で計画された検査の後で、歩行者通路が閉鎖されていることも指摘された。

## 不正行為
2014年、沿海地方の統制・会計会議所は、当初の最高価格が8億8900万ルーブル過大計上されていたという事実を明らかにした。2016年、TMKの幹部は1億ルーブルの横領を認めた。

## 名称
建設中を通して、橋には正式な名称がなかった。市長室や市民活動団体では、名前の選択肢があるオンラインアンケートを実施した。Золотой мост（黄金橋）という名称は、2012年9月3日に都市地名委員会によって正式に承認された。

## 事故
2月11日午後2時55分、溶接作業中に4平方メートルの型枠断熱材が溶接中に火災となった。よく訓練された建設作業者が消火器を使って、消防隊到着前に火災を消し止め、延焼を防止した。

## パラメータ

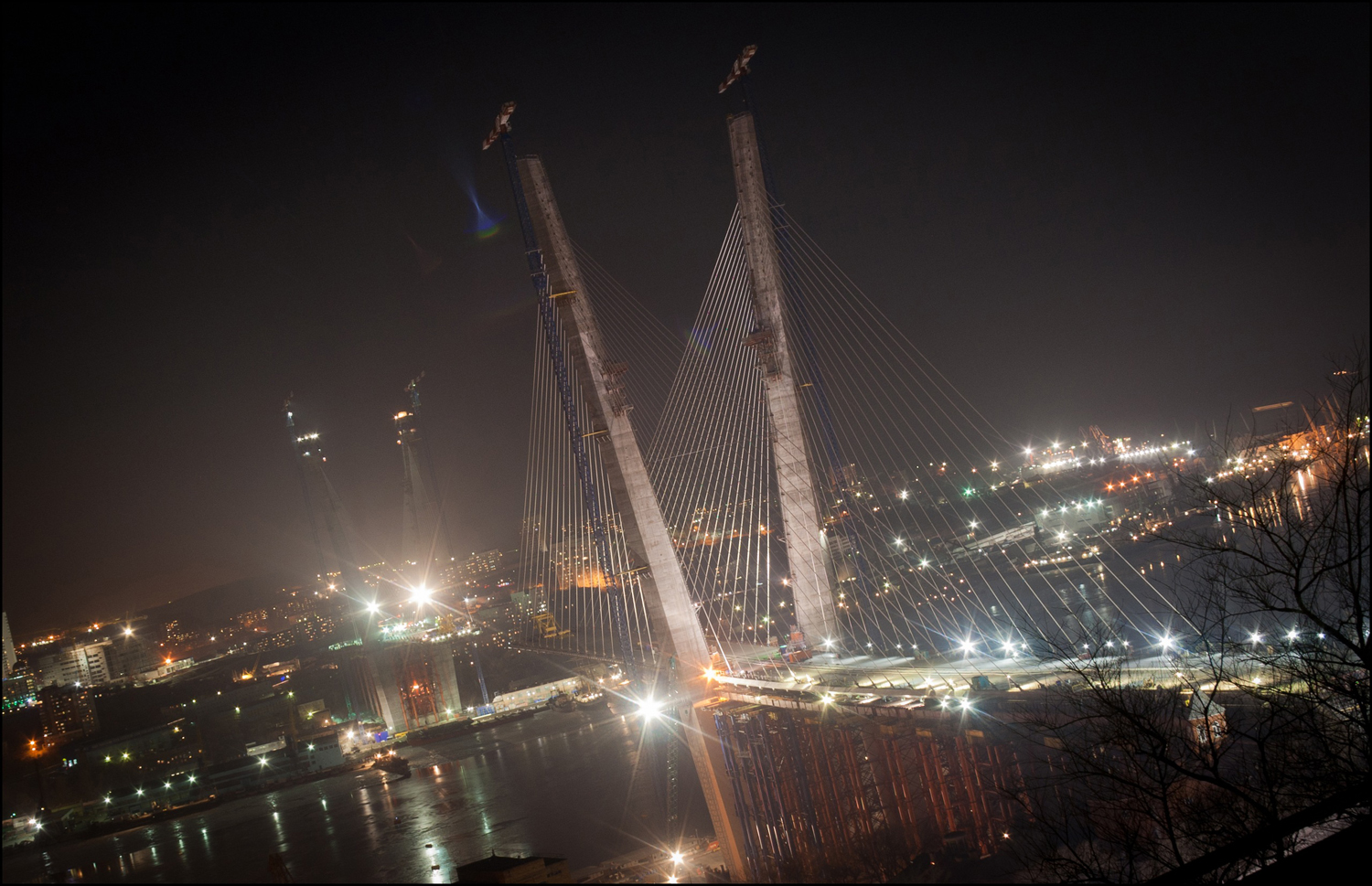
金角湾に架かる橋の建設（2012年1月15日）

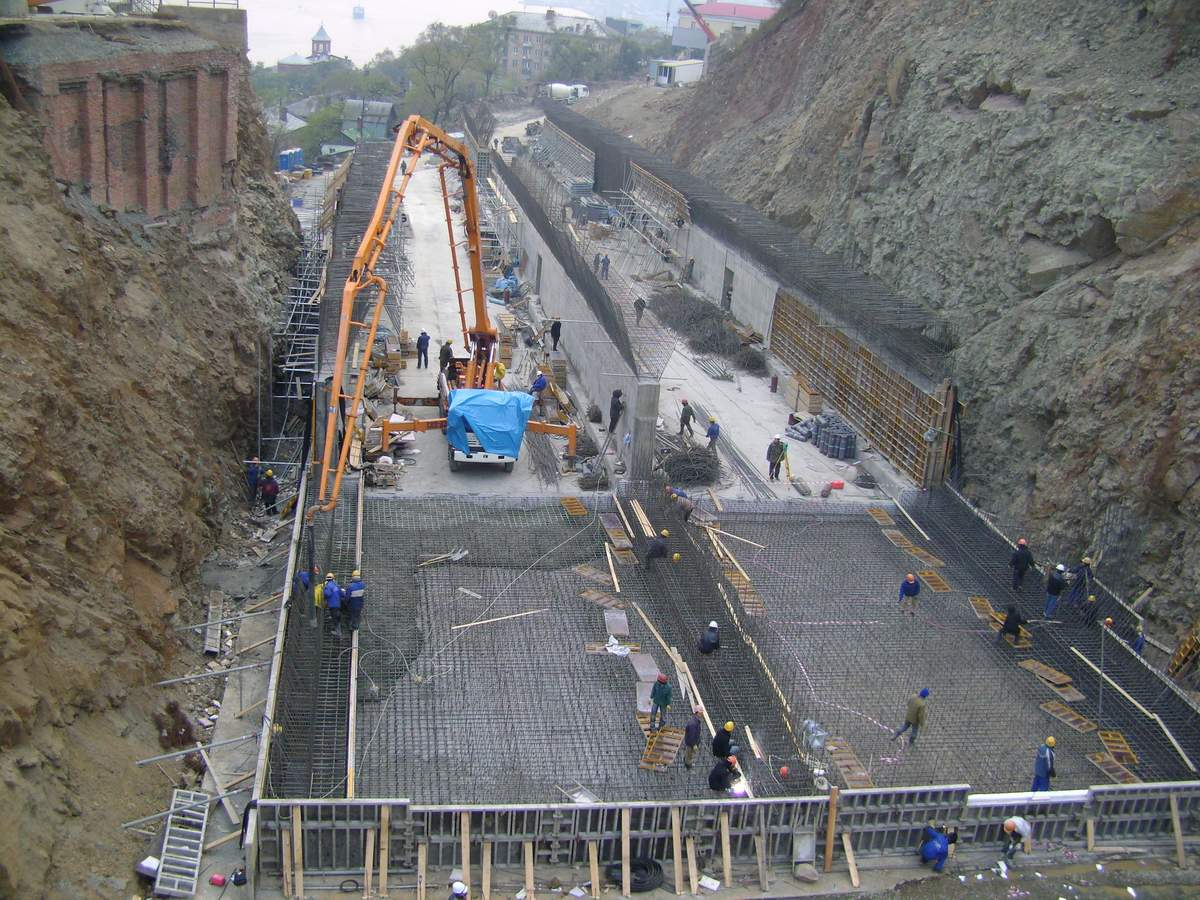
金角湾に架かる橋の入り口となるトンネルの建設（2008年10月15日）

ウラジオストクの金角湾に架かる橋は、ナホトカ造船所でブロックに組み立てられたロシアの鋼で造られた。構造体のケーブルステーは、フランスのフレシネ・アンテルナシオナルト社（Freixinet Internationale et Compagnie）が製造した。
- 橋の長さ — 1388.09m
- 本線に沿って渡る橋の長さ - 2.1km
- 橋のレイアウト - 49.98+2×90+100+737+100+2×90+41.94mの斜張二重構造。ケーブルの張り方はファン型。
- 斜線数 — 6.
- 車道の寸法 - 9.5+1+9.5+2×4.25m
- 橋桁下高さ — 64.25m。これにより、大型船が橋の下を自由に通過できる
- 主桁スパン — 737m
- 橋脚の土台からの鉄塔の高さ - 226.25m
- 橋脚下の鉄筋コンクリートスラブの寸法 - 36×64×12m
- アプローチの高架道の総延長 — 331.2m
- アプローチの寸法 — 9.65×2+0.7×2m
- 風荷重（その速度までの突風に耐える能力）- 最大47m/sec[28]。
- 地震荷重（その階級までの地震に耐える能力）- 第VIII階級[28]

このプロジェクトでは計4車線（片側2車線）のトンネルが掘られた。トンネルの長さは約250mで、両方向の間には連続した壁が設置された。各方向のトンネルの断面は幅9.0m、高さ5.7mとなっている。トンネルは開削工法で作られた。
公表されている建設費は、2011年現在の価格で179億0669万5348ルーブルである。
2012年の資金調達総額（ZAO TMK社調べ）は198億7720万0000ルーブル（約6億0500万0000ドル、2012年の円・ルーブルレートで約516億円に相当）である。

## ギャラリー

### 工事

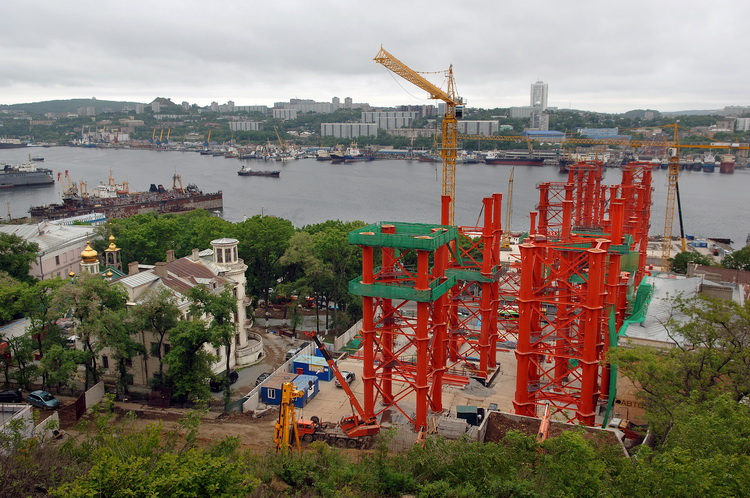
2009年6月17日
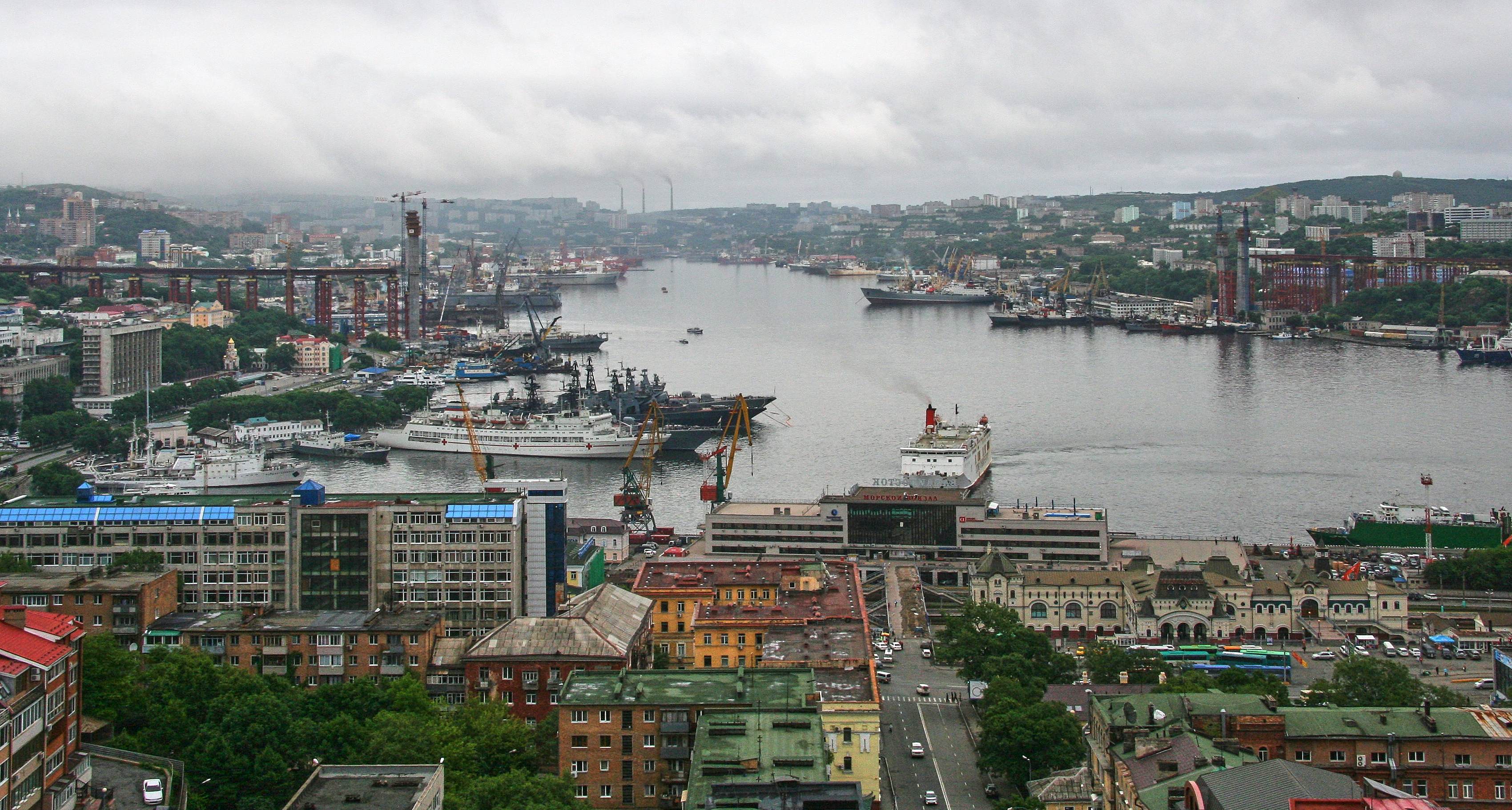
2010年7月10日
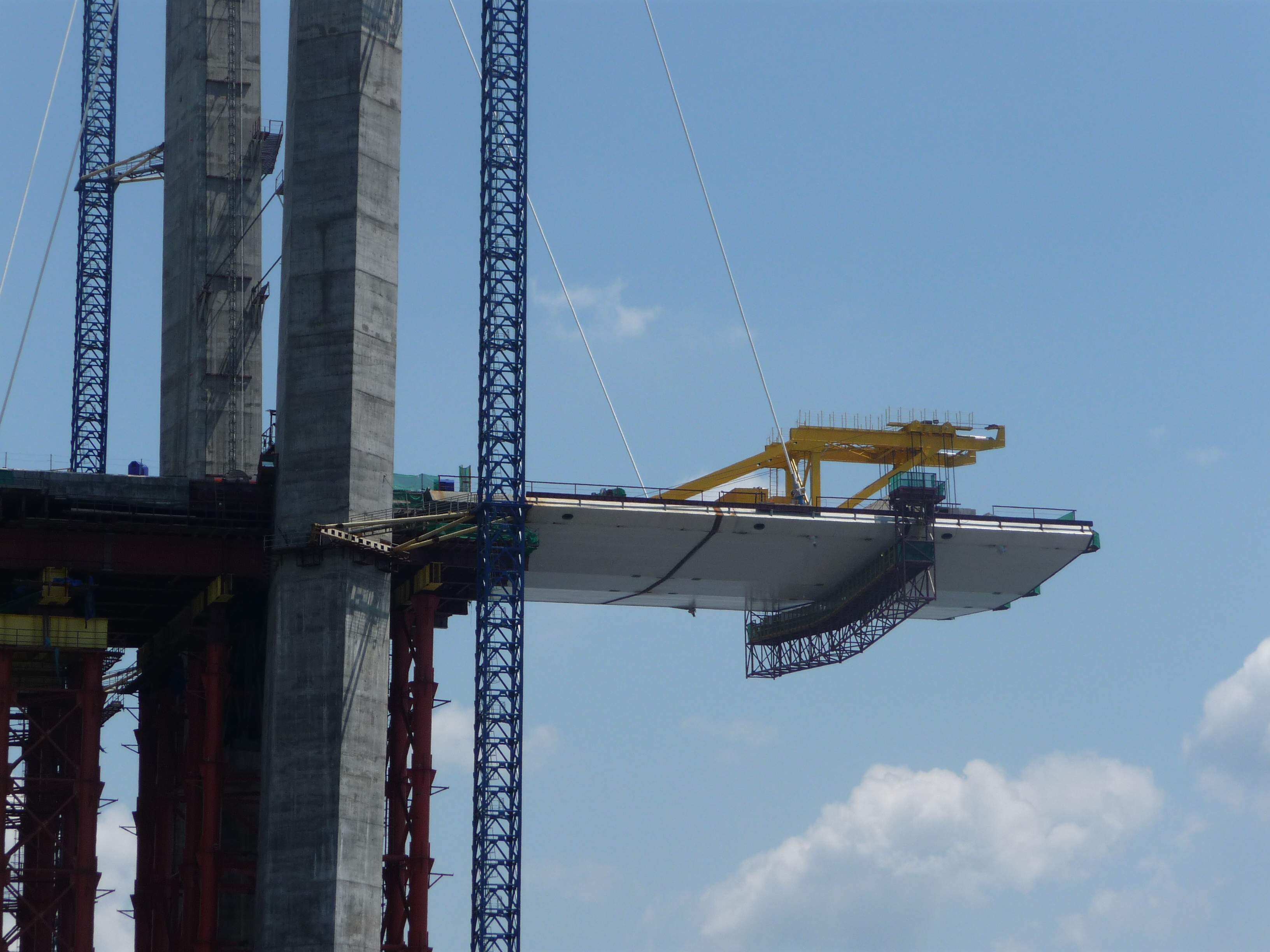
2011年7月4日
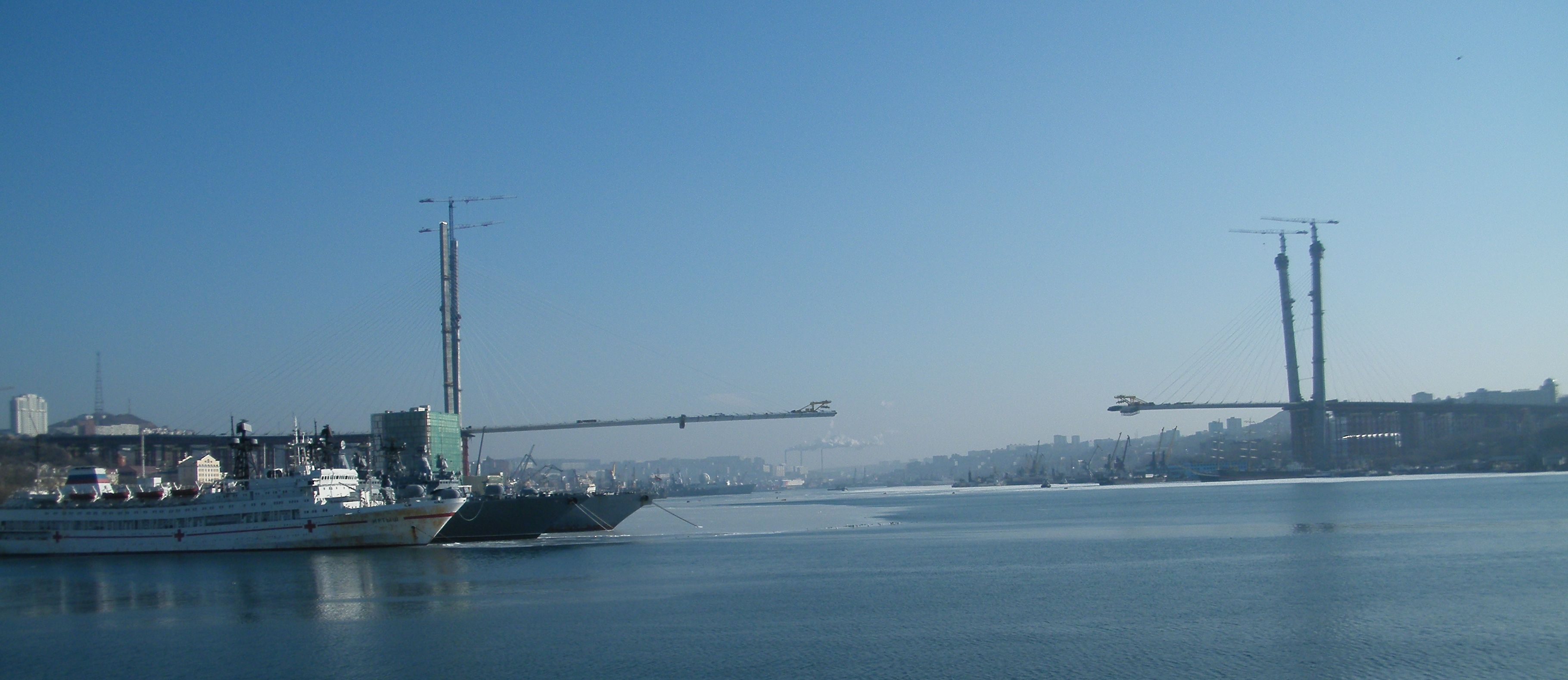
2012年1月5日
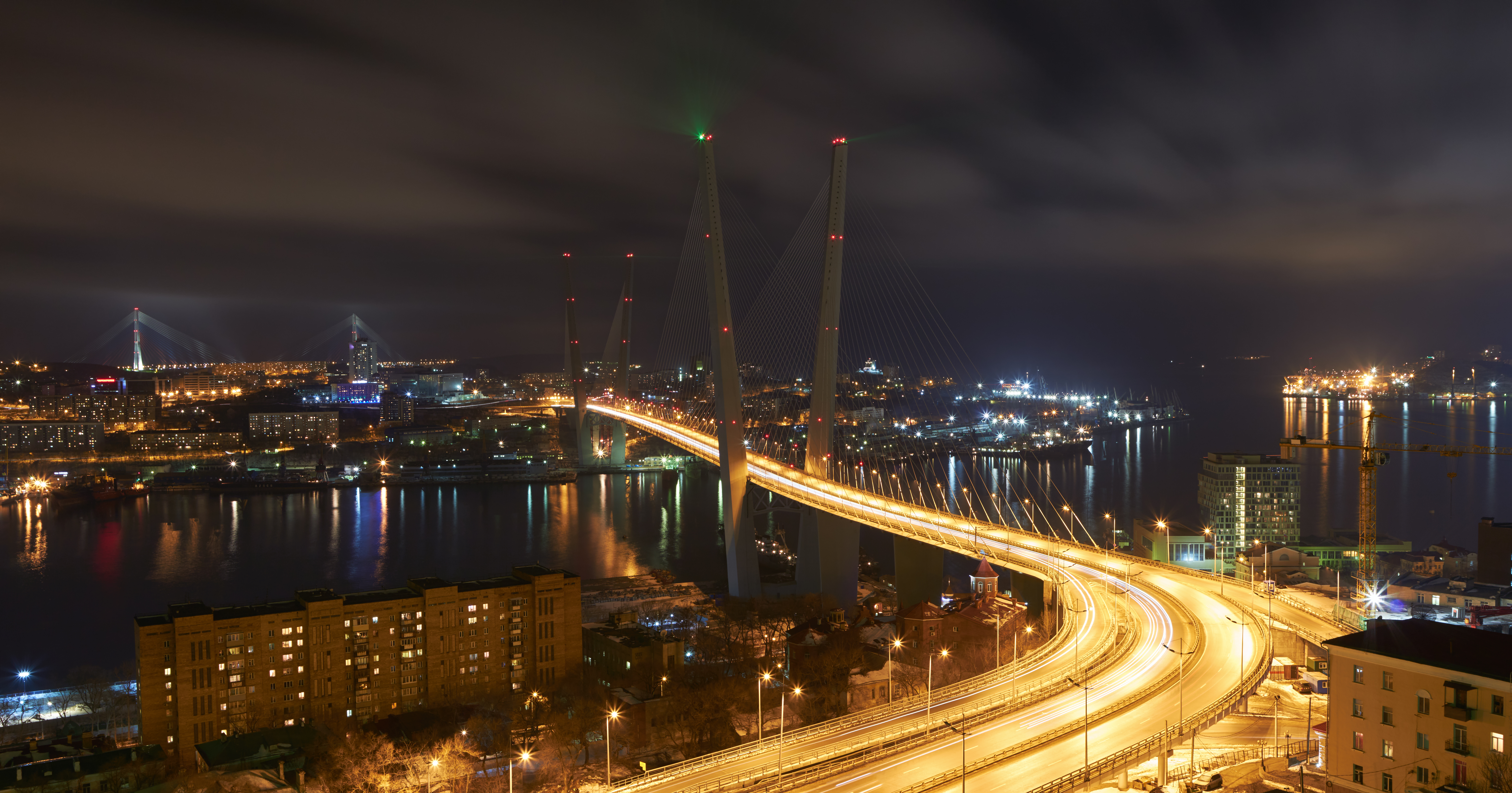
2013年3月4日